# Iso-Kaitamo
Iso-Kaitamo är en ö i Finland. Den ligger i sjön Pielavesi och i kommunen Pielavesi i den ekonomiska regionen  Övre Savolax ekonomiska region  och landskapet Norra Savolax, i den centrala delen av landet, 400 km norr om huvudstaden Helsingfors. Öns area är 56,7 hektar och dess största längd är 1,4 kilometer i sydöst-nordvästlig riktning.